# Copa COSAFA 2025
La Copa COSAFA 2025 fue la 24ª edición de la competición anual de fútbol de asociación organizada por COSAFA. Se celebró en Sudáfrica por octavo año consecutivo, esta vez en Mangaung (Bloemfontein), del 4 al 15 de junio de 2025. Angola son los campeones defensores.

## Formato
Los catorce equipos participantes se dividieron en dos grupos de cuatro equipos y dos grupos de tres equipos.
Desempates
Los equipos se clasifican según puntos (3 puntos por victoria, 1 punto por empate, 0 puntos por derrota) y, en caso de empate en puntos, se aplican los siguientes criterios de desempate, en el orden indicado, para determinar la clasificación:
1. Puntos en partidos cara a cara entre equipos empatados;
2. Diferencia de goles en partidos cara a cara entre equipos empatados;
3. Goles marcados en partidos cara a cara entre equipos empatados;
4. Si hay más de dos equipos empatados y, después de aplicar todos los criterios de enfrentamiento directo anteriores, un subconjunto de equipos sigue empatado, todos los criterios de enfrentamiento directo anteriores se vuelven a aplicar exclusivamente a este subconjunto de equipos;
5. Diferencia de goles en todos los partidos del grupo;
6. Goles marcados en todos los partidos del grupo;
7. Tanda de penaltis si sólo dos equipos están empatados y se enfrentaron en la última ronda del grupo;
8. Puntos disciplinarios (tarjeta amarilla = 1 punto, tarjeta roja como resultado de dos tarjetas amarillas = 3 puntos, tarjeta roja directa = 3 puntos, tarjeta amarilla seguida de tarjeta roja directa = 4 puntos);
9. Sorteo de lotes.

## Participantes
En mayo de 2025, se anunció que 13 de las 14 naciones miembros de COSAFA participarían en el  con Marruecos de la UNAF completando la alineación en lugar de Seychelles, que no regresó para esta edición.  El 29 de mayo, Marruecos se retiró de la competencia y fue reemplazado por Tanzania de la CECAFA. De las 14 naciones participantes, Madagascar y Mauricio regresaron a la competencia después de perderse las dos y una ediciones anteriores, respectivamente.
- Suazilandia
- Comoras
- Lesoto
- Botsuana
- Zambia
- Mozambique
- Namibia
- Sudáfrica
- Angola
- Malaui
- Madagascar
- Mauricio
- Zimbabue
- Tanzania

## Sorteo
El sorteo de la fase de grupos de la Copa COSAFA 2025 se celebró el 21 de mayo de 2025.

## Sede
| Bloemfontein       | Bloemfontein | Bloemfontein                |
| Estadio Free State | Bloemfontein | Estadio Dr. Petrus Molemela |
| Capacidad: 42.000  | Bloemfontein | Capacidad: 22.000           |
|                    | Bloemfontein |                             |

## Oficiales
Árbitros centrales
- Thabang Ketshabile
- Arnaud Zafimahatoha
- Godfrey Nkhakananga
- Patrice Milazar
- Celso Alvação
- Mweshitsama Naftal
- Hillary Hambaba
- Brighton Chimene

Jueces de línea
- Gaselame Molefe
- Hangula Angula
- Moustoifa Elmahfoudhe
- Zamani Simelane
- Romuald Ibenantenaina
- Fabien Cauvelet
- Lameck Phiri
- Zacarias Balói
- Elphas Sitole
- Trywell Nyirenda

Árbitros VAR
- Letticia Viana
- Mary Njoroge
- Maria Rivet
- Shaji Padayachy
- Akhona Makalima
- Trywell Nyirenda
- Claris Simango

## Fase de grupos

### Grupo A
| Pos. | Equipo     | Pts. | PJ | G | E | P | GF | GC | Dif. | Clasificación                  |
| ---- | ---------- | ---- | -- | - | - | - | -- | -- | ---- | ------------------------------ |
| 1    | Sudáfrica  | 4    | 3  | 1 | 1 | 1 | 2  | 1  | +1   | Clasificado a las semifinales. |
| 2    | Zimbabue   | 4    | 3  | 1 | 1 | 1 | 3  | 3  | 0    |                                |
| 3    | Mozambique | 4    | 3  | 1 | 1 | 1 | 2  | 3  | −1   |                                |
| 4    | Mauricio   | 3    | 3  | 0 | 3 | 0 | 0  | 0  | 0    |                                |

Actualizado a los partidos jugados el 10 de junio de 2025.
 Fuente: COSAFA
| 4 de junio de 2025 | Sudáfrica | 0–1     | Mozambique  | Free State Stadium, Bloemfontein |                                 |
|                    |           | Reporte | Sumbane 73' | Árbitro(s): Arnaud Zafimahatoha  | Árbitro(s): Arnaud Zafimahatoha |

| 4 de junio de 2025 | Mauricio | 0–0     | Zimbabue | Free State Stadium, Bloemfontein |                                 |
|                    |          | Reporte |          | Árbitro(s): Godfrey Nkhakananga  | Árbitro(s): Godfrey Nkhakananga |

| 7 de junio de 2025 | Mozambique | 0–0     | Mauricio | Dr. Petrus Molemela Stadium, Bloemfontein |                                |
|                    |            | Reporte |          | Árbitro(s): Mweshitsama Naftal            | Árbitro(s): Mweshitsama Naftal |

| 7 de junio de 2025 | Sudáfrica                       | 2–0     | Zimbabue | Dr. Petrus Molemela Stadium, Bloemfontein |                                |
|                    | - Dlamini 40' (pen.) - Okon 78' | Reporte |          | Árbitro(s): Thabang Ketshabile            | Árbitro(s): Thabang Ketshabile |

| 10 de junio de 2025 | Mozambique | 1–3     | Zimbabue                                   | Dr. Petrus Molemela Stadium, Bloemfontein |                                 |
|                     | Calção 38' | Reporte | - Ngwenya 27', 36' (pen.) - Makunike 90+5' | Árbitro(s): Godfrey Nkhakananga           | Árbitro(s): Godfrey Nkhakananga |

| 10 de junio de 2025 | Sudáfrica | 0–0     | Mauricio | Free State Stadium, Bloemfontein |                           |
|                     |           | Reporte |          | Árbitro(s): Celso Alvação        | Árbitro(s): Celso Alvação |

### Grupo B
| Pos. | Equipo  | Pts. | PJ | G | E | P | GF | GC | Dif. | Clasificación                  |
| ---- | ------- | ---- | -- | - | - | - | -- | -- | ---- | ------------------------------ |
| 1    | Angola  | 7    | 3  | 2 | 1 | 0 | 6  | 1  | +5   | Clasificado a las semifinales. |
| 2    | Namibia | 5    | 3  | 1 | 2 | 0 | 4  | 1  | +3   |                                |
| 3    | Lesoto  | 3    | 3  | 1 | 0 | 2 | 1  | 7  | −6   |                                |
| 4    | Malaui  | 1    | 3  | 0 | 1 | 2 | 0  | 2  | −2   |                                |

Actualizado a los partidos jugados el 10 de junio de 2025.
 Fuente: COSAFA
| 5 de junio de 2025 | Malaui | 0–1     | Lesoto        | Free State Stadium, Bloemfontein |                             |
|                    |        | Reporte | Ntaitsane 87' | Árbitro(s): Patrice Milazar      | Árbitro(s): Patrice Milazar |

| 5 de junio de 2025 | Angola          | 1–1 | Namibia         | Free State Stadium, Bloemfontein |                             |
|                    | Depú 90' (pen.) |     | Kamberipa 90+7' | Árbitro(s): Hillary Hambaba      | Árbitro(s): Hillary Hambaba |

| 8 de junio de 2025 | Angola                               | 4–0     | Lesoto | Dr. Petrus Molemela Stadium, Bloemfontein |                             |
|                    | - Vidinho 42' - Depú 44', 52', 90+4' | Reporte |        | Árbitro(s): Akhona Makalima               | Árbitro(s): Akhona Makalima |

| 8 de junio de 2025 | Namibia | 0–0     | Malaui | Dr. Petrus Molemela Stadium, Bloemfontein |                             |
|                    |         | Reporte |        | Árbitro(s): Hillary Hambaba               | Árbitro(s): Hillary Hambaba |

| 10 de junio de 2025 | Namibia                                        | 3–0     | Lesoto | Dr. Petrus Molemela Stadium, Bloemfontein |             |
|                     | - Haraseb 7' - Muzeu 74' - Kamatuka 82' (pen.) | Reporte |        | Árbitro(s):                               | Árbitro(s): |

| 10 de junio de 2025 | Malaui | 0–1     | Angola          | Free State Stadium, Bloemfontein |                             |
|                     |        | Reporte | Randy Nteka 48' | Árbitro(s): Hillary Hambaba      | Árbitro(s): Hillary Hambaba |

### Grupo C
| Pos. | Equipo      | Pts. | PJ | G | E | P | GF | GC | Dif. | Clasificación                  |
| ---- | ----------- | ---- | -- | - | - | - | -- | -- | ---- | ------------------------------ |
| 1    | Madagascar  | 4    | 2  | 1 | 1 | 0 | 2  | 1  | +1   | Clasificado a las semifinales. |
| 2    | Tanzania    | 3    | 2  | 1 | 0 | 1 | 2  | 2  | 0    |                                |
| 3    | Suazilandia | 1    | 2  | 0 | 1 | 1 | 2  | 3  | −1   |                                |

Actualizado a los partidos jugados el 11 de julio de 2025.
 Fuente: COSAFA
| 7 de junio de 2025 | Tanzania | 0–1     | Madagascar        | Free State Stadium, Bloemfontein |                           |
|                    |          | Reporte | Rakotondraibe 29' | Árbitro(s): Celso Alvação        | Árbitro(s): Celso Alvação |

| 9 de junio de 2025 | Madagascar          | 1–1     | Suazilandia  | Dr. Petrus Molemela Stadium, Bloemfontein |                                 |
|                    | Rafanomezantsoa 41' | Reporte | Magagula 62' | Árbitro(s): Godfrey Nkhakananga           | Árbitro(s): Godfrey Nkhakananga |

| 11 de junio de 2025 | Suazilandia  | 1–2     | Tanzania                | Free State Stadium, Bloemfontein |                                 |
|                     | Magagula 29' | Reporte | - Nado 37' - Khamis 69' | Árbitro(s): Arnaud Zafimahatoha  | Árbitro(s): Arnaud Zafimahatoha |

### Grupo D
| Pos. | Equipo   | Pts. | PJ | G | E | P | GF | GC | Dif. | Clasificación                  |
| ---- | -------- | ---- | -- | - | - | - | -- | -- | ---- | ------------------------------ |
| 1    | Comoras  | 4    | 2  | 1 | 1 | 0 | 1  | 0  | +1   | Clasificado a las semifinales. |
| 2    | Botsuana | 2    | 2  | 0 | 2 | 0 | 3  | 3  | 0    |                                |
| 3    | Zambia   | 1    | 2  | 0 | 1 | 1 | 3  | 4  | −1   |                                |

Actualizado a los partidos jugados el 11 de junio de 2025.
 Fuente: COSAFA
| 6 de junio de 2025 | Zambia | 0–1     | Comoras  | Free State Stadium, Bloemfontein |                              |
|                    |        | Reporte | Madi 31' | Árbitro(s): Brighton Chimene     | Árbitro(s): Brighton Chimene |

| 9 de junio de 2025 | Comoras | 0–0     | Botsuana | Dr. Petrus Molemela Stadium, Bloemfontein |                                 |
|                    |         | Reporte |          | Árbitro(s): Arnaud Zafimahatoha           | Árbitro(s): Arnaud Zafimahatoha |

| 11 de junio de 2025 | Botsuana                                          | 3–3     | Zambia                                                  | Dr. Petrus Molemela Stadium, Bloemfontein |                             |
|                     | - Kgamanyane 2' - Semadi 32' (pen.) - Maponda 60' | Reporte | - Zulu 45+4' (pen.) - Sakala 52' - Jo. Phiri 90' (pen.) | Árbitro(s): Akhona Makalima               | Árbitro(s): Akhona Makalima |

## Fase final
|  | Semifinales              | Semifinales |                          |   | Final | Final |
|  |                          |             |                          |   |       |       |
|  | 13 de junio–Bloemfontein |             |                          |   |       |       |
|  |                          |             |                          |   |       |       |
|  | Sudáfrica                | 3           |                          |   |       |       |
|  | Sudáfrica                | 3           | 15 de junio–Bloemfontein |   |       |       |
|  | Comoras                  | 1           |                          |   |       |       |
|  | Comoras                  | 1           | Sudáfrica                | 0 |       |       |
|  | 13 de junio–Bloemfontein |             | Sudáfrica                | 0 |       |       |
|  |                          | Angola      | 3                        |   |       |       |
|  | Angola                   | Angola      | 3                        | 4 |       |       |
|  | Angola                   |             |                          | 4 |       |       |
|  | Madagascar               | 1           |                          |   |       |       |
|  | Madagascar               | 1           | Tercer puesto            |   |       |       |
|  |                          |             |                          |   |       |       |
|  | 15 de junio–Bloemfontein |             |                          |   |       |       |
|  |                          |             |                          |   |       |       |
|  | Comoras                  | 1           |                          |   |       |       |
|  | Comoras                  | 1           |                          |   |       |       |
|  | Madagascar               | 0           |                          |   |       |       |

### Semifinales
| 13 de junio de 2025 | Angola                                       | 4:1 (2:0) | Madagascar             | Estadio Free State, Bloemfontein |                           |
| 15:00               | - Depú 19' (pen.), 39' - Zini 74' - Além 86' | Reporte   | - Razafimahatana 90+2' | Árbitro(s): Celso Alvação        | Árbitro(s): Celso Alvação |

| 13 de junio de 2025 | Sudáfrica                                                  | 3:1 (2:1) | Comoras    | Estadio Free State, Bloemfontein |                             |
| 18:00               | - Idris Mohamed 8' (a.g.) - Radiopane 14' - Sebelebele 60' | Reporte   | - Madi 29' | Árbitro(s): Hillary Hambaba      | Árbitro(s): Hillary Hambaba |

### Tercer puesto
| 15 de junio de 2025 | Madagascar | 0:1 (0:0) | Comoras        | Estadio Free State, Bloemfontein |                             |
| 12:00               |            | Reporte   | - Youssouf 77' | Árbitro(s): Akhona Makalima      | Árbitro(s): Akhona Makalima |

### Final
| 15 de junio de 2025 | Angola                       | 3:0 (1:0) | Sudáfrica | Estadio Free State, Bloemfontein |                              |
| 15:00               | - Depú 43', 62' - Milson 81' | Reporte   |           | Árbitro(s): Brighton Chimene     | Árbitro(s): Brighton Chimene |

## Estadísticas

### Goleadores
- Actualizado el 15 de junio de 2025.

8 goles
- Depú

2 goles
- Ibrahim Madi
- Junior Magagula
- Thandolwenkosi Ngwenya

1 gol
- Além
- Felicio Milson
- Randy Nteka
- Vidinho
- Zine
- Thatayaone Kgamanyane
- Thabo Maponda
- Serati Semadi
- Ibroihim Djoudja
- Makara Ntaitsane
- Lalaina Rafanomezantsoa
- Toky Rakotondraibe
- Mika Razafimahatana
- Leonel Calção
- António Sumbane
- Sisqo Haraseb
- Joslin Kamatuka
- Ivan Kamberipa
- Bethuel Muzeu
- Kabelo Dlamini
- Ime Okon
- Boitumelo Radiopane
- Kamogelo Sebelebele
- Iddy Nado
- Sheikhan Khamis
- Joseph Phiri
- Tinklar Sakala
- Charles Zulu
- Junior Makunike

Autogol
- Idris Mohamed (ante Sudáfrica)

## Clasificación final
| Equipo | Equipo      | Pts | PJ | PG | PE | PP | GF | GC | Dif |
| ------ | ----------- | --- | -- | -- | -- | -- | -- | -- | --- |
| 1      | Angola      | 13  | 5  | 4  | 1  | 0  | 13 | 2  | +11 |
| 2      | Sudáfrica   | 7   | 5  | 2  | 1  | 2  | 5  | 5  | 0   |
| 3      | Comoras     | 7   | 4  | 2  | 1  | 1  | 3  | 3  | 0   |
| 4      | Madagascar  | 4   | 4  | 1  | 1  | 2  | 3  | 6  | -3  |
| 5      | Namibia     | 5   | 3  | 1  | 2  | 0  | 4  | 1  | 3   |
| 6      | Zimbabue    | 4   | 3  | 1  | 1  | 1  | 3  | 3  | 0   |
| 7      | Mozambique  | 4   | 3  | 1  | 1  | 1  | 2  | 3  | -1  |
| 8      | Tanzania    | 3   | 2  | 1  | 0  | 1  | 2  | 2  | 0   |
| 9      | Mauricio    | 3   | 3  | 0  | 3  | 0  | 0  | 0  | 0   |
| 10     | Lesoto      | 3   | 3  | 1  | 0  | 2  | 1  | 7  | -6  |
| 11     | Botsuana    | 2   | 2  | 0  | 2  | 0  | 3  | 3  | 0   |
| 12     | Zambia      | 1   | 2  | 0  | 1  | 1  | 3  | 4  | -1  |
| 13     | Suazilandia | 1   | 2  | 0  | 1  | 1  | 2  | 3  | -1  |
| 14     | Malaui      | 1   | 3  | 0  | 1  | 2  | 0  | 2  | -2  |